# Hammou Oulyazid
Hammou Oulyazid حمو أوليزيد est un géant de la chanson, grand Anazur (artiste en Tamazight), poète, parolier et chanteur. Natif de Aïn Leuh au Moyen Atlas vers 1927, décédé le 23 avril 1973 à Ain Leuh. L’influence qu’il a exercé sur la démarche poétique n'est pas négligeable, considéré comme père spirituel du nouveau style rénovateur de la chanson Amazighe, a été aussi source d'inspiration sur la communauté de chanteurs amazighes débutants de la région des années 1950. Ses contributions dans la poésie Amazighe ont eu un impact sur l'évolution de cette culture ancestrale. Maître incontesté de l’art de la joute verbale, ce genre poétique qui faisait l’exclusivité et la singularité dans la tradition orale des Imazighens. Il est un des plus célèbres des aèdes du moyen Atlas, contrée d’une beauté magique et source d’inspiration créatrice.

## Biographie
Son vrai nom est Ouâssim Hammou Ben Lyazid selon l’identité administrative, Hamou Oulyazid selon l’appellation Amazigh. Né à Ain Leuh vers 1927 au Moyen Atlas. Son père Lyazid  originaire du sud - est marocain de Tabouâssimte, sa mère est issue de la tribu locale des Beni M'guild de la famille Boufala.